# جوش ماكبيك
جوش ماكبيك (بالإنجليزية: Josh McPake)‏ هو لاعب كرة قدم بريطاني في مركز الوسط، ولد في 31 أغسطس 2001 في کوتبريج ‏ في المملكة المتحدة. لعب مع نادي رينجرز.